# Grammacephalus pugio
Grammacephalus pugio är en insektsart som beskrevs av Noualhier 1895 . Grammacephalus pugio ingår i släktet Grammacephalus och familjen dvärgstritar. Inga underarter finns listade i Catalogue of Life.